# أدولفو باليفيان
أدولفو باليفيان (بالإسبانية: Adolfo Ballivián) (و. 1831 – 1874 م) هو سياسي من بوليفيا، ولد في لاباز، توفي في لاباز، عن عمر يناهز 43 عاماً ، بسبب سرطان المعدة.
تولى منصب رئيس بوليفيا .